# Марго (актриса)
Марго́ (Margo; 10 мая 1917, Мехико — 17 июля 1985, Пасифик-Палисейдс, Калифорния) — мексикано-американская актриса театра, кино и телевидения, танцовщица.

## Биография
Мария Маргарита Гваделупа Тереза Эстела Боладо Кастилья-и-О’Доннелл (полное имя актрисы) родилась 10 мая 1917 года в Мехико (Мексика) в семье музыкантов. С детства училась танцам, причём одним из её учителей был Эдуардо Канзино — отец Риты Хейворт. С девяти лет девочка начала выступать в ночных клубах города в труппе под руководством дяди, Шавьера Кугата, тогда же взяла себе сценический псевдоним Марго. В начале 1930-х годов коллектив фактически перебрался в США. В 1932 году на одном из выступлений в отеле Уолдорф-Астория девушку приметили продюсер Бен Хект и сценарист Чарльз Макартур, которые предложили ей сниматься в кино. Марго согласилась, и с 1934 по 1965 год (с заметными перерывами) появилась в 26 кинофильмах и телесериалах.
В 1942 году натурализировалась в США.
В начале 1950-х годов Марго была внесена в Чёрный список Голливуда. Она не была членом Коммунистической партии, но имела прогрессивные политические взгляды, поддерживала «Голливудскую десятку», пропагандировала мир во всём мире и помогала беженцам, поэтому её имя и имя её мужа были опубликованы в памфлете «Красные каналы». После этого Марго фактически оказалась без работы, в её сторону плевали на улице, ей пришлось нанять телохранителя.
В 1970 году Марго стала соосновательницей многопрофильного культурно-художественно-образовательного центра «Plaza de la Raza» (англ.) в Линкольн-парке (англ.) в Лос-Анджелесе. Была руководящим членом Президентского комитета по искусству и гуманитарным наукам (англ.), членом правления в совете Национального фонда искусств.
Марго скончалась 17 июля 1985 года от опухоли головного мозга в своём доме в районе Пасифик-Палисейдс (Лос-Анджелес, Калифорния). Похоронена на Вествудском кладбище.

### Личная жизнь и родственники
Марго была замужем дважды:
1. Фрэнсис Ледерер (1899—2000) — известный чешско-американский актёр, долгожитель. Брак заключён 16 октября 1937 года, 21 декабря 1940 года последовал развод. Детей нет[5].
2. Эдди Альберт (1906—2005) — известный американский актёр и активист, долгожитель. Брак заключён 5 декабря 1945 года и продолжался почти сорок лет до самой смерти актрисы. У пары было двое детей[6] (см. ниже). После замужества её имя стало Марго Альберт, хотя в титрах она по-прежнему указывалась как просто Марго[2].

- Дочь: Мария Альберт Зухт, стала бизнес-менеджером отца.
- Сын: Эдвард Альберт (1951—2006), стал известным актёром[7].
- Сноха: Катерина Вудвилл[англ.] (1938—2013) — известная актриса кино и телевидения[8].
- Дядя: Шавьер Кугат (1900—1990) — известный испанский музыкант и бэндлидер[9].

## Бродвейские работы
- 1935—1936 — Зима на пороге[англ.] / Winterset — Мириамне Эсдрас
- 1937 — Маска королей / The Masque of Kings — баронесса Мэри Ветсера
- 1939—1940 — Мир, который мы создали / The World We Make — Вирджиния МакКэй
- 1941 — Кожевенная улица / Tanyard Street — Хесси МакМорна
- 1944—1945 — Колокол Адано / A Bell for Adano — Тина

## Избранная фильмография
Широкий экран
- 1934 — Преступление без страсти / Crime Without Passion — Кармен Браун
- 1935 — Румба[англ.] / Rumba — Кармелита
- 1936 — Робин Гуд из Эль-Дорадо[англ.] / Robin Hood of El Dorado — Роза Ф. «Розита» де Мурьета
- 1936 — Зима на пороге[англ.] / Winterset — Мириамне Эсдрас
- 1937 — Потерянный горизонт / Lost Horizon — Мария
- 1939 — Чудо на главной улице[англ.] / Miracle on Main Street — Мария Портер[10]
- 1943 — Человек-леопард / The Leopard Man — Кло-Кло
- 1943 — Позади восходящего солнца[англ.] / Behind the Rising Sun — Тама Симамура
- 1952 — Вива, Сапата! / Viva Zapata! — Сольдадера
- 1955 — Я буду плакать завтра / I’ll Cry Tomorrow — Сельма
- 1958 — Из ада в Техас[англ.] / From Hell to Texas — миссис Брэдли
- 1962 — ? / Who’s Got the Action? — Роза

Телевидение
- 1957 — Караван повозок[англ.] / Wagon Train — Элайн Дарро (в эпизоде The John Darro Story[англ.])
- 1958—1959 — Театр «Уэстингхаус Десилу»[англ.] / Westinghouse Desilu Playhouse — разные роли (в 2 эпизодах)
- 1959 — Приключения в раю[англ.] / Adventures in Paradise — миссис Хог (в эпизоде The Pit of Silence)
- 1964 — Сыромятная плеть / Rawhide — Селена (в эпизоде A Man Called Mushy[англ.])
- 1965 — Перри Мейсон / Perry Mason — Серафина Басио (в эпизоде The Case of the Sad Sicilian)

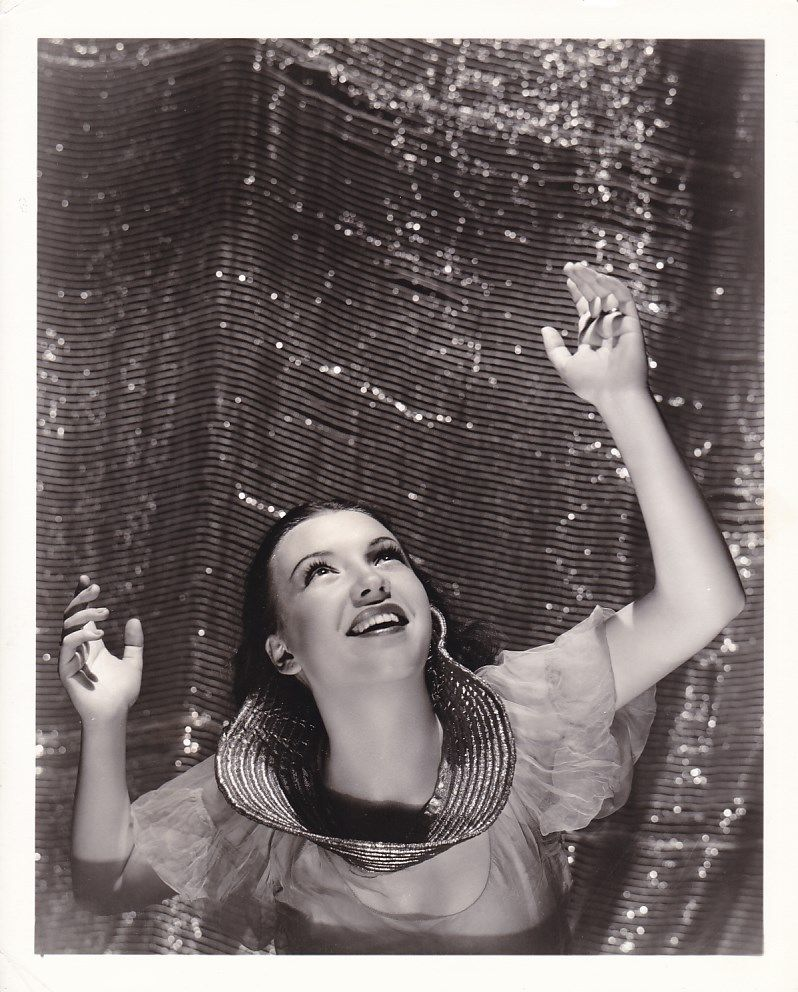
Фото 1935 г., автор — Кларенс Синклер Булл[англ.].
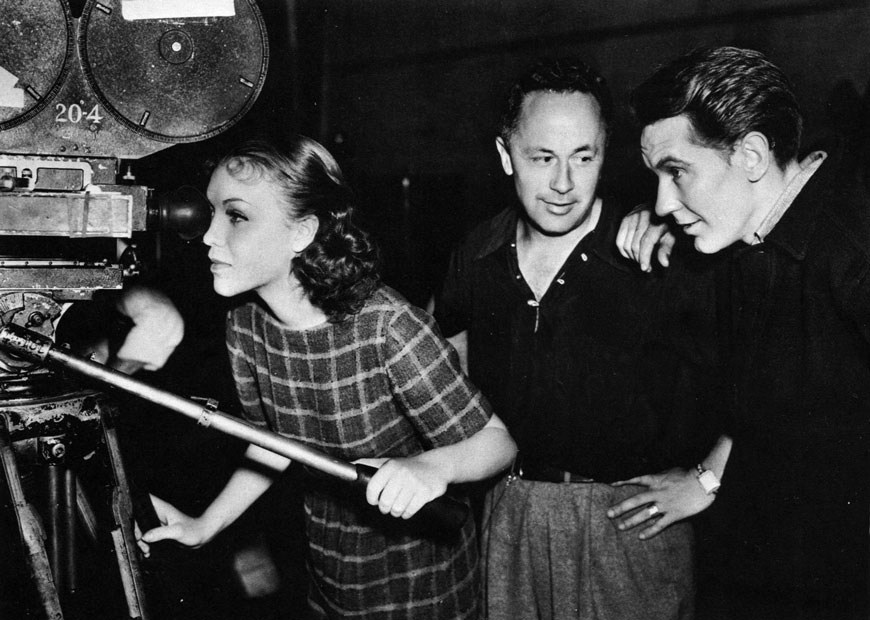
Слева направо: Марго, кинооператор Певерелл Марли[англ.] и актёр Бёрджесс Мередит на съёмках фильма «Зима на пороге[англ.]» (1936).
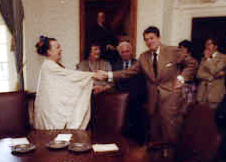
С Рональдом Рейганом, 1981 г.